# Golema Vraca
Golema Vraca (makedonska: Голема Враца) är en bergstopp i Nordmakedonien. Den ligger i den västra delen av landet, 60 kilometer väster om huvudstaden Skopje. Toppen på Golema Vraca är 2 582 meter över havet.